# Džabal ad-Duchán
Džabal ad-Duchán (arabsky جبل الدخان‎, 134 m n. m.) je kopec na ostrově Bahrajn v Perském zálivu. Leží na území státu Bahrajn v Jižním governorátu. Je to nejvyšší bod ostrova i státu. Název kopce znamená v překladu Hora kouře (podle oparu, který kopec obklopuje za vlhkých dní). V okolí se nachází několik jeskyní.